# I Can't Give You Anything but Love, Baby
"I Can't Give You Anything but Love, Baby"(한국어: 내가 줄 수 있는 건 사랑밖에 없어요)는 지미 맥휴가 작곡하고 도로시 필즈가 작사한 미국 대중 가요이자 재즈 스탠더드이다. 이 노래는 1928년 1월 뉴욕의 르 앰배새더 클럽, 루 레슬리의 블랙버드 레뷔에서 애들레이드 홀이 초연하였다. 애들레이드 홀, 에이다 워드, 윌러드 맥린이 출연한 이 레뷔는 이후 Blackbirds of 1928이라는 제목으로 그 해 브로드웨이에서 518회를 상연하며 크게 성공하였다.
1890년과 1954년 사이에 가장 많이 녹음된 100곡 중에서 I Can't Give You Anything But Love, Baby(1928)는 24번째를 기록했다. 이 노래는 2014년과 2016년에 새로운 리메이크를 포함해 2000년부터 여러 인기있는 영화와 연극에 등장하면서 다시금 그 호소력을 주목 받았다.